# Sulíkov
Sulíkov är en ort i Tjeckien.   Den ligger i regionen Södra Mähren, i den östra delen av landet, 160 km öster om huvudstaden Prag. Sulíkov ligger 581 meter över havet och antalet invånare är 260.
Terrängen runt Sulíkov är kuperad åt nordost, men åt sydväst är den platt.Runt Sulíkov är det ganska tätbefolkat, med 116 invånare per kvadratkilometer. Närmaste större samhälle är Boskovice, 13,8 km sydost om Sulíkov. I omgivningarna runt Sulíkov växer i huvudsak blandskog.